# Juan Montalvo (Carchi)
Juan Montalvo ist eine Ortschaft und eine Parroquia rural („ländliches Kirchspiel“) im Kanton Mira der ecuadorianischen Provinz Carchi. Die Parroquia besitzt eine Fläche von 50,78 km². Die Einwohnerzahl lag im Jahr 2010 bei 1308.

## Lage
Die Parroquia Juan Montalvo liegt an der Westflanke der Anden im Norden von Ecuador. Das Gebiet hat eine Längsausdehnung in NNW-SSO-Richtung von 12 km sowie eine maximale Breite von 10 km. Der Río Mira fließt entlang der westlichen Verwaltungsgrenze nach Norden. Im Norden wird das Areal vom Río Santiaguillo, ein rechter Nebenfluss des Río Mira, begrenzt. Der etwa 2020 m hoch gelegene Hauptort befindet sich 6,5 km nordwestlich vom Kantonshauptort Mira. 
Die Parroquia Juan Montalvo grenzt im Osten an die Parroquia Mira, im Südwesten und im Westen an die Provinz Imbabura mit den Parroquias Salinas und La Carolina (beide im Kanton Ibarra) sowie im Norden an die Parroquia La Concepción.

## Orte und Siedlungen
In der Parroquia gibt es neben dem Hauptort folgende Comunidades: Huaquer, Piquer, Tulquizán, Santiaguillo, Cabuyal und San Miguel.

## Geschichte
Ursprünglich gab es den Caserío San Ignacio de Quil. Am 9. Januar 1941 wurde die Parroquia Juan Montalvo gegründet. Namensgeber war Juan Montalvo, ein Schriftsteller und Essayist.